# Mobula alfredi
A Mobula alfredi a porcos halak (Chondrichthyes) osztályának sasrájaalakúak (Myliobatiformes) rendjébe, ezen belül a sasrájafélék (Myliobatidae) családjába tartozó faj.
Korábban a ma már felszámolt Manta porcoshal-nembe tartozott, Manta alfredi név alatt.

## Előfordulása

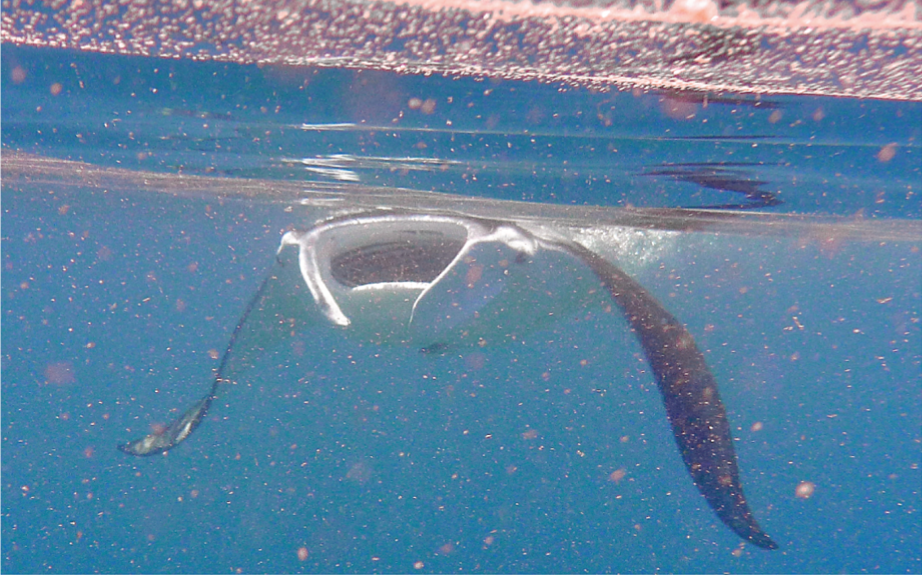
Táplálkozás közben

A Manta alfredi előfordulási területe az Indiai- és a Csendes-óceán, valamint a Vörös-tenger. A Dél-afrikai Köztársaságtól kezdve, Thaiföldön és Nyugat-Ausztrálián keresztül, egészen Japánig, Hawaiig és Francia Polinéziáig több állományai is fellelhető. Az Atlanti-óceánban levő Kanári-szigetek és a Zöld-foki Köztársaság környékén is észrevették, azonban a Manta alfredi nem tekinthető atlanti-óceáni fajnak.

## Megjelenése
Úszófesztávolsága legfeljebb 500 centiméter, de a 370-390 centiméteres úszófesztávolságú példány már felnőttnek számít. Farka rövid és ostorszerű. A faroktövén és a hátúszó hátulsó részén kis dudorok vannak. Az állkapocscsontján 6-8 fogsor van; e fogsorok körülbelül 900-1500 fogat tartalmaznak. A fogak azonban aprók és vésőalakúak.

## Életmódja
Trópusi és tengeri rájafaj. Főleg a nyílt vizeket kedveli, azonban ha bőséges a táplálékkínálat, a partok közelébe vagy az öblökbe is bemerészkedik. A korallzátonyok és vízalatti sziklák körül is látható.

## Képek

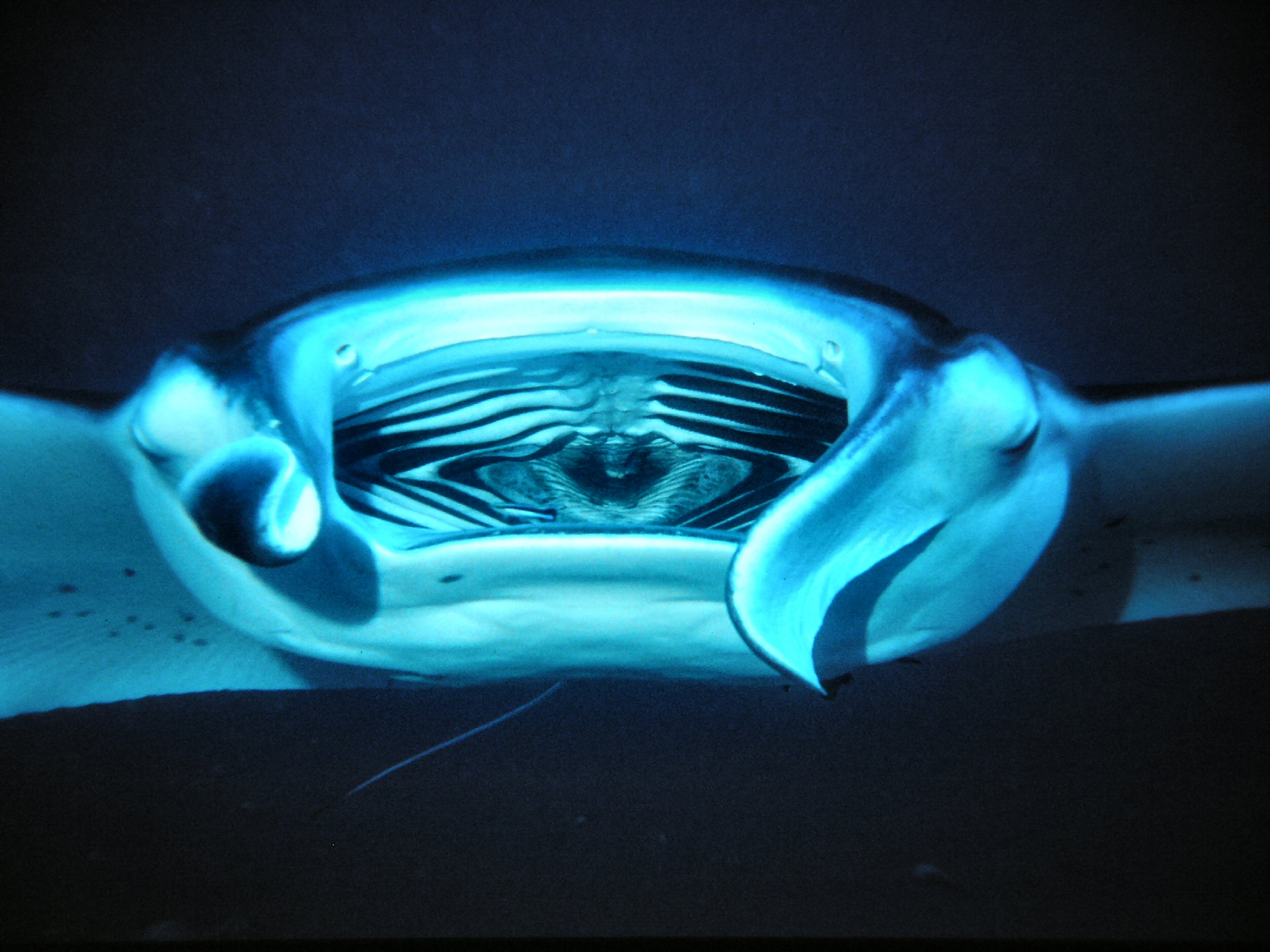
A rája szemből...
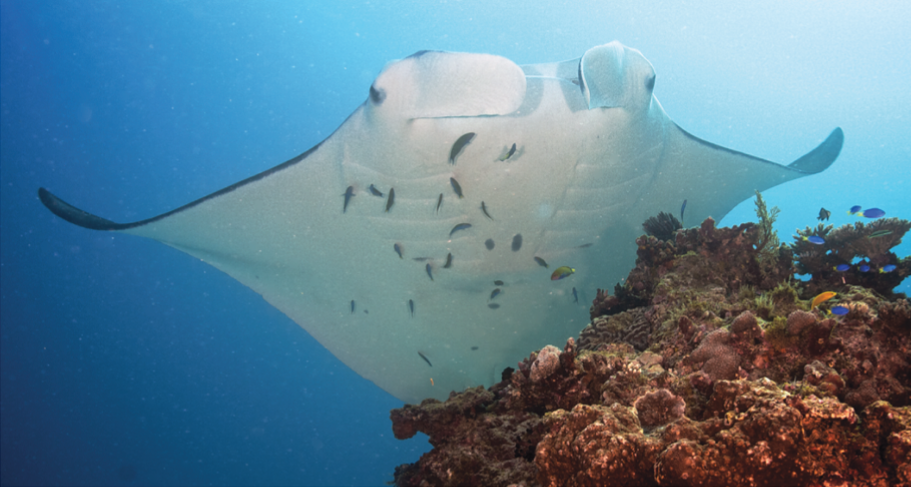
... és tisztogató halakkal
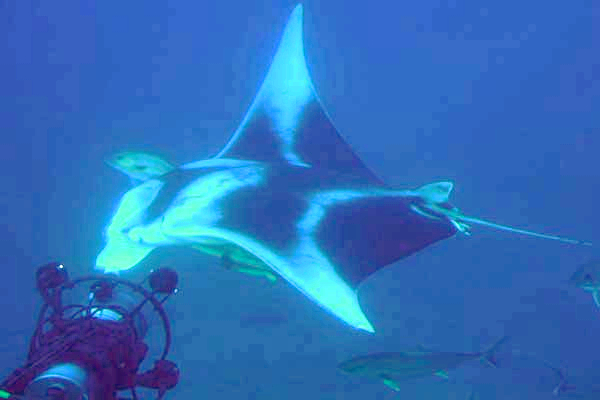
Igen hasonlít rokonára, az atlanti ördögrájára
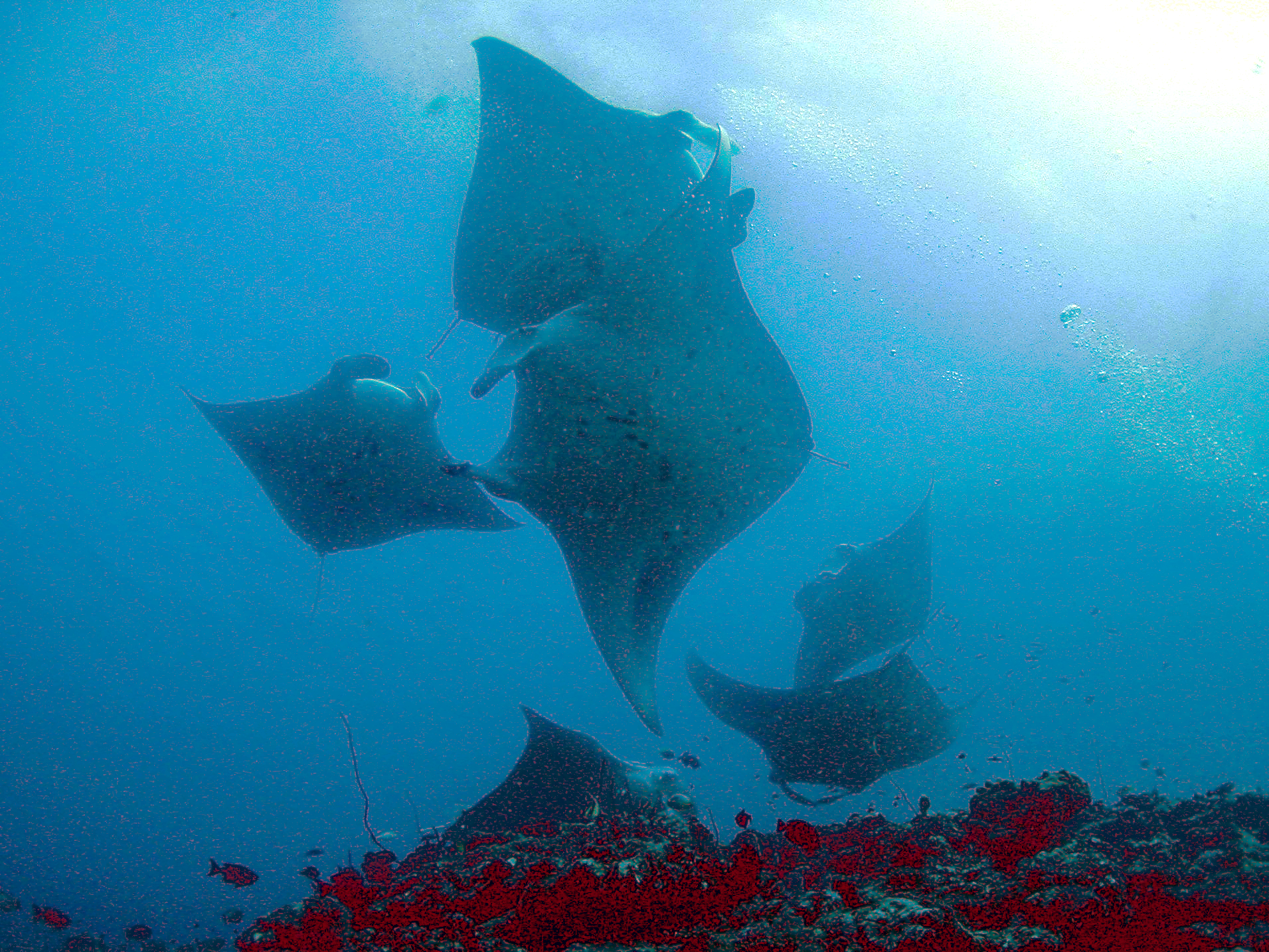
Csoportosan is táplálkoznak